# 백민 (1965년)
백민(1965년 5월 25일 ~ )은 대한민국의 배우이다.

## 출연작

### 영화
- 1996년 《여자가 타락하는 이유》 ... 조연 역
- 1996년 《꽈배기 몸풀렸네》 ... 주연 역
- 2008년 《바보》 ... 건달 역

### 드라마
- 2002년 SBS 《야인시대》 ... 사법계 형사 역 (1부 출연) / 박 형사 역 (2부 출연)
- 2004년 KBS 《불멸의 이순신》 ... 사도 진무 역
- 2005년 MBC 《제5공화국》
- 2007년 MBC 《이산》 ... 어의 역
- 2008년 SBS 《타짜》 ... 교도소 타짜 역
- 2009년 KBS2 《천추태후》 ... 단역
- 2009년 KBS2 《남자 이야기》 ... 형사 역
- 2009년 MBC 《선덕여왕》
- 2009년 KBS2 《열혈 장사꾼》 ... 단역
- 2010년 MBC 《민들레 가족》 ... 단역
- 2010년 SBS 《자이언트》 ... 형사 역
- 2010년 KBS 《전우》 ... 헌병소령 역
- 2010년 KBS 《웃어라 동해야》 ... 형사 역
- 2011년 KBS2 《강력반》 ... 방성진 역
- 2011년 MBC 《내 마음이 들리니》
- 2011년 KBS2 《공주의 남자》 ... 총통위 역
- 2011년 SBS 《내 딸 꽃님이》 ... 단역
- 2012년 MBC 《아랑사또전》 ... 모녀를 위협하는 남자 역
- 2012년 MBC 《마의》 ... 단역
- 2013년 KBS2 《삼생이》 ... 강 계장 역
- 2013년 MBC 《구암 허준》 ... 장만출 역
- 2013년 tvN 《미친 사랑》 ... 최 반장 역
- 2013년 MBC 《내 손을 잡아》 ... 박종원 형사 역
- 2013년~2014년 KBS2 《은희》 ... 단역
- 2013년 JTBC 《그녀의 신화》 ... 형사 역
- 2014년 MBC 《트라이앵글》 ... 9회 타짜 역
- 2014년 MBC 《모두 다 김치》 ... 이수호 형사 역
- 2015년 KBS 《우리집 꿀단지》 ... 천씨 역
- 2016년 MBC 《옥중화》 ... 김문창 역
- 2016년 MBC 《황금주머니》 ... 단역
- 2017년 MBC 《훈장 오순남》 ... 단역
- 2021년 KBS1 《태종 이방원》 ... 어의 역
- 2023년 MBC 《연인》

### 방송 프로그램
- 2000년 ~ 2004년 iTV -《리얼스토리 실제상황》 - 각종 단역
- 2001년 ~ 2003년 iTV 《미스터리극장 위험한 초대》 - 각종 단역